# 호세 아르비오
호세 아르비오(스페인어: José Gabriel Arbío Rabelo, 2003년 1월 21일~)는 우루과이의 축구 선수로, 리버 플레이트 몬테비데오와 우루과이 연령별 대표팀에서 골키퍼로 활동하고 있다.

## 국가대표팀 경력
2023년 FIFA U-20 월드컵에서 우승한 우루과이 대표팀의 일원이다.